# Léo Gausson
Léo Gausson (Lagny-sur-Marne, 14 febbraio 1860 – Lagny-sur-Marne, 27 ottobre 1944) è stato un pittore, incisore e scultore francese.
Pittore paesaggista, è stato uno dei primi interpreti del Neoimpressionismo e del Sintetismo.

## Biografia

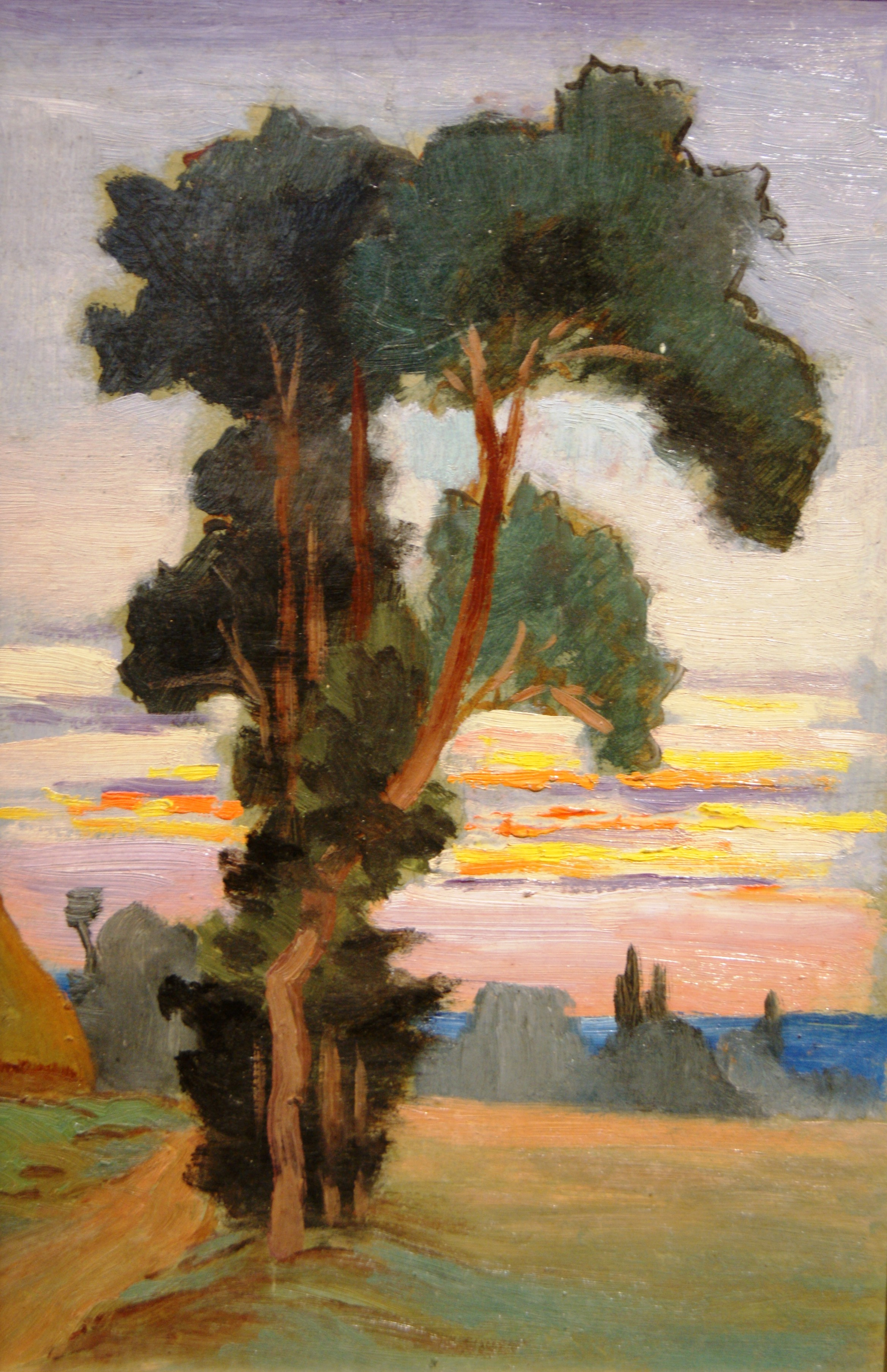
Sentiero alberato a Lagny

Louis Léo Gausson nacque a Lagny-sur-Marne, cittadina a circa 40 km a Est di Parigi.

Gausson fu un artista completo, spaziando fra diversi generi espressivi, come il disegno, l'incisione e la scultura, anche se la sua produzione artistica è per la maggior parte pittorica. Ma fu soprattutto un innovatore; si espresse, infatti, con convinzione e pregevoli risultati, in seno ai due movimenti che nacquero uno dopo l'altro in quel periodo di fine secolo: il neoimpressionismo, di cui egli adottò in buona parte le tecniche puntiniste, e quindi il sintetismo, nonostante il fatto che le due concezioni adottassero dei presupposti formali ed estetici fra loro alquanto diversi.
Léo Gausson, all'inizio, seguì dei corsi serali presso la Scuola nazionale di arti decorative orientati alla pratica della scultura. Per questo egli produsse numerosi medaglioni nel corso della sua carriera. Ma, attirato sin da giovane dalla pittura, preferì scegliere quest'ultima come attività principale.

Nelle sue prime opere di pittura, si nota la presenza di una doppia matrice formativa: all'inizio egli venne influenzato dalla Scuola di Barbizon per gli insegnamenti ricevuti da un pittore di Lagny, Antonio Cortès, già allievo di Constant Troyon. Ma Gausson, sempre attento alle novità, seguì le evoluzioni della pittura contemporanea. La sua gamma cromatica si ampliò e acquisì luminosità, dimostrando quanto approfondita fosse la sua conoscenza dell'impressionismo.

### Il periodo neo-impressionista
Gausson conobbe in quegli anni due xilografi, Maximilien Luce e Émile-Gustave Cavallo-Péduzzi, che studiavano i principi scientifici che venivano applicati all'arte. In quell'occasione Gausson iniziò a produrre manifesti da litografie e xilografie. Era il periodo in cui la crisi della pura visione impressionista dava luogo a nuovi fermenti: il neo-impressionismo era in atto e dava i suoi primi frutti. Le principali figure che animavano la nascita delle nuove tendenze erano Georges Seurat e Paul Signac, sostenuti da Camille Pissarro, che formarono il nucleo iniziale. Gausson e i suoi amici compresero l'importanza dell'opera di 'Eugène Chevreul De la loi du contraste simultané des couleurs (La legge del contrasto simultaneo dei colori).

Nel 1885 Gausson comprese perfettamente i principi di questa teoria e li manifestò in una lunga lettera a Émile Zola. L'opera di Gausson divenne allora particolarmente innovatrice, e nel 1886 egli realizzò dei lavori sulla base della teoria del contrasto simultaneo. 
In quel periodo Gausson frequentò la Bretagna, dove svolse una discreta attività. Dei suoi quadri "bretoni" si ricorda che egli sperimentò la definizione delle figure attraverso il solo uso del colore.

### Il periodo sintetista
Questo continuo ricercare e sperimentare condusse inevitabilmente Gausson ad orientarsi verso il sintetismo, poiché esso gli permetteva di rappresentare le variazioni d'intensità dei colori e di determinati effetti che egli riscontrava in natura. Realizzò così, dal 1889 al 1894 opere che, per quegli anni, apparivano audaci, dalle forme assai semplificate, dipinte a piatto e dal bordo marcato, chiuso (cloisonnisme). Partecipò, di conseguenza, a mostre d'avanguardia, in particolare a Saint-Germain-en-Laye, a Bruxelles, con il gruppo dei XX, con l'Associazione Pour l'Art ad Anversa, a Parigi presso Le Barc de Boutteville, l'hôtel Brébant e il Salon des Cent. 

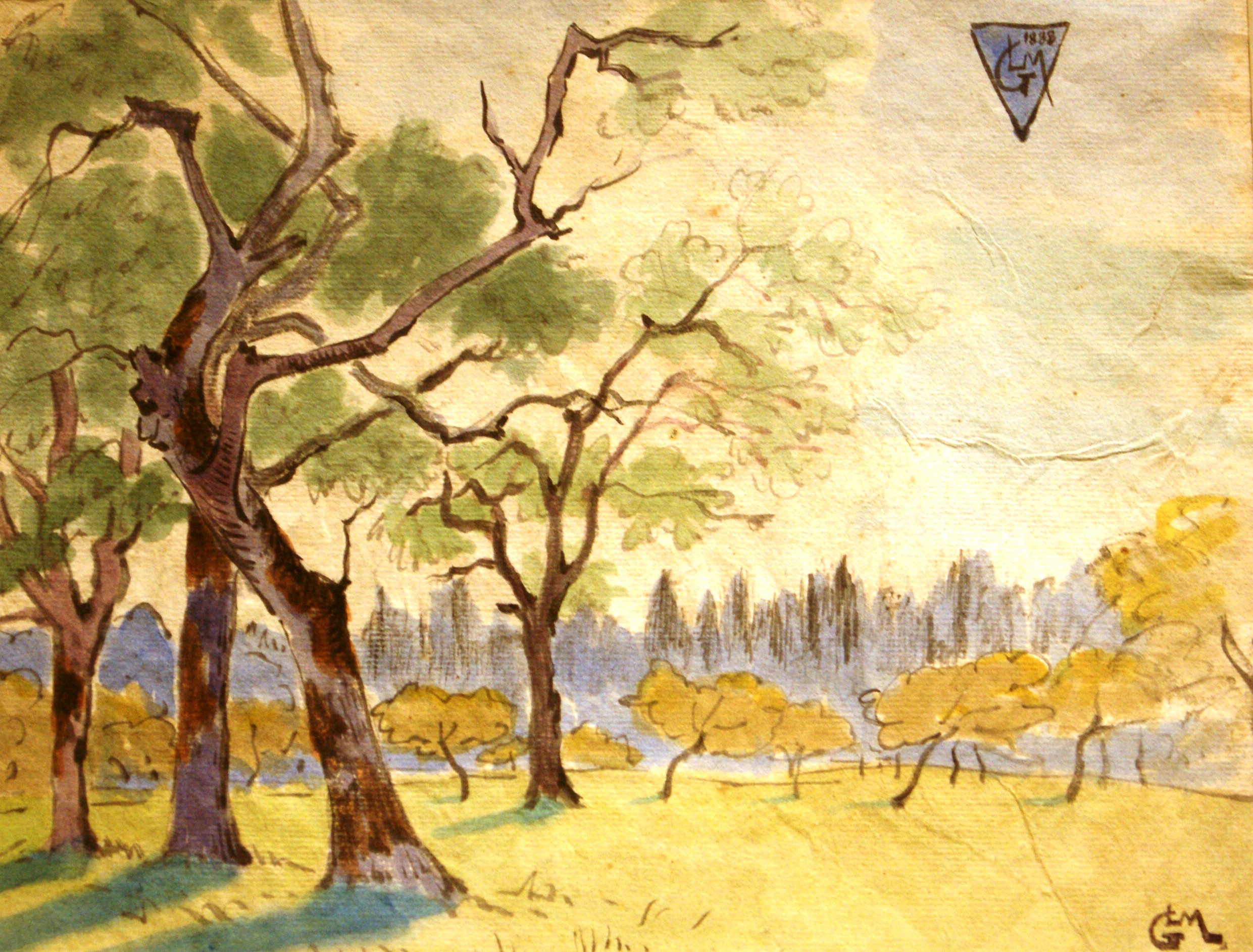
Paesaggio con alberi

Lungo tutto questo periodo, tuttavia, non abbandonò mai il Neoimpressionismo. Anzi, trascurando le varie teorie che sperimentava, insistette ancor più nella rappresentazione della realtà, in una sintesi che è tipica ed esclusiva della sua pittura. Si veda, ad esempio, l'opera Cour de ferme (Cortile di fattoria), del 1891, basata sul rapporto aureo. Né tralasciò la produzione di manifesti: il suo disegno pubblicitario La Lessive Figaro del 1893 venne riprodotto nella rivista Les Maîtres de l'affiche, (1895–1900).

Gausson fu anche in contatto con il movimento simbolista: una corrispondenza con gli scrittori di questa corrente lo testimonia, ma anche il fatto che egli illustrò dei libri di Adolphe Retté, e Gustave Kahn scrisse la presentazione del catalogo della personale di Gausson alla galleria Laffitte nel 1896. Lo stesso Gausson pubblicò il libro di racconti Storie vertiginose nello stesso anno. Nel 1900 venne promosso Ufficiale dell'Accademia per aver realizzato, nella foresta di Fontainebleau, un monumento a Charles Colinet, assieme ad Adolphe Retté.
Ma, nonostante tutte queste attività (o forse proprio a causa di esse) la situazione finanziaria di Gausson si fece precaria, al punto da indurlo a lasciare la Francia. Nel 1901, infatti, si fece assumere dall'Amministrazione delle colonie, e visse in Guinea per circa otto anni, ma ciò costituì un grave impedimento alla prosecuzione della sua attività di artista. In compenso Gausson fu uno dei primissimi a riportare in patria dei quadri da questa regione dell'Africa che era a quei tempi totalmente sconosciuta agli europei.
Rientrato in Francia, Gausson prese domicilio a Parigi nel 5º arrondissement. Non avendo figli, si recava spesso a trovare suo nipote che aveva un negozio a Lagny-sur-Marne, la città dove era nato. Scoppiò la seconda guerra mondiale e Parigi fu invasa. Nell'ottobre del 1944, trovandosi ancora presso suo nipote a Lagny, Léo Gausson morì all'età di 84 anni.

## Musei che conservano sue opere
- Museo d'Orsay, Parigi
- Museo van Gogh, Amsterdam
- (EN) The Indianapolis Museum of Art, su imamuseum.org.[4], Indianapolis
- Museo Gatien-Bonnet[5], Lagny-sur-Marne

## Galleria d'immagini

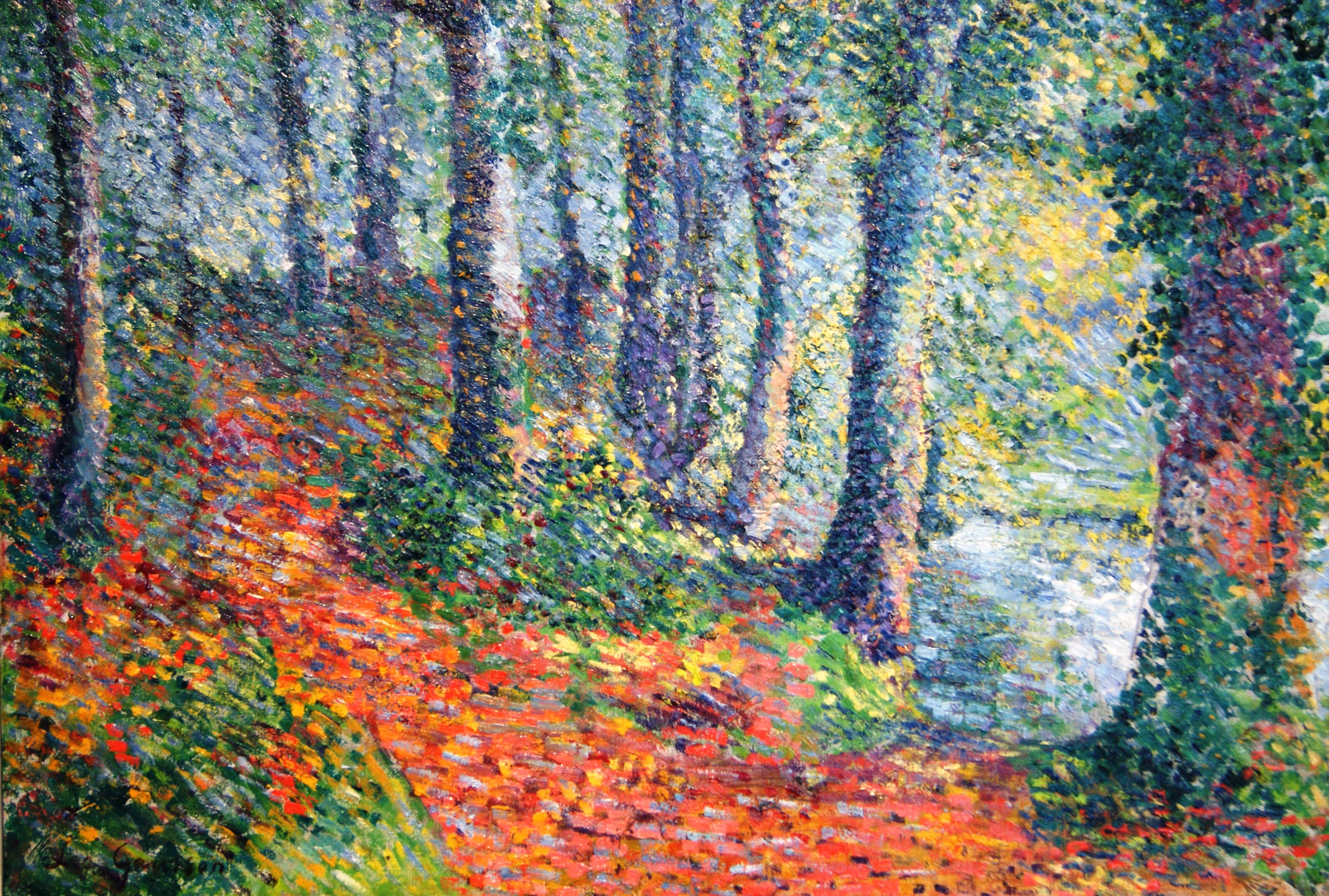
Sottobosco
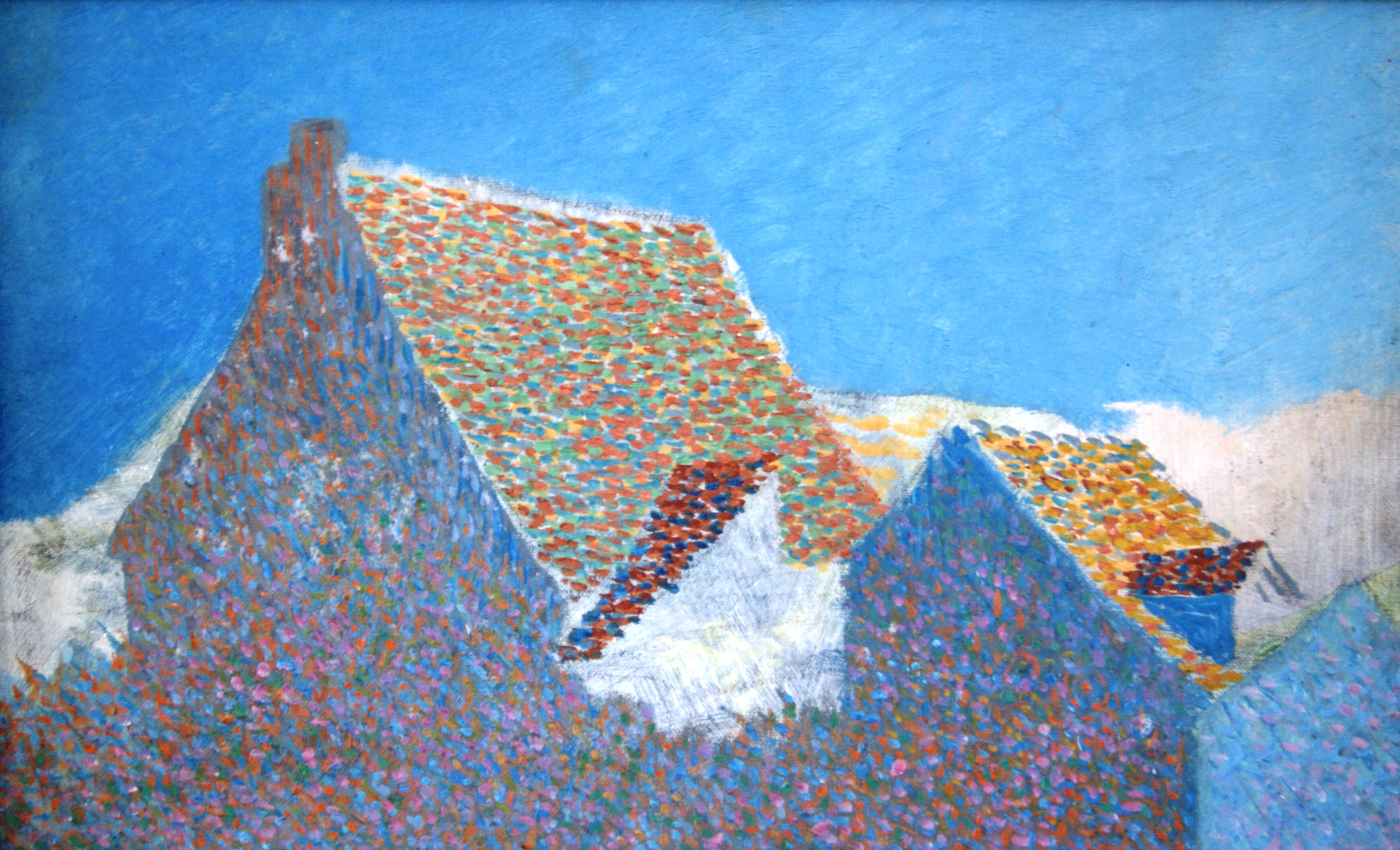
I tetti
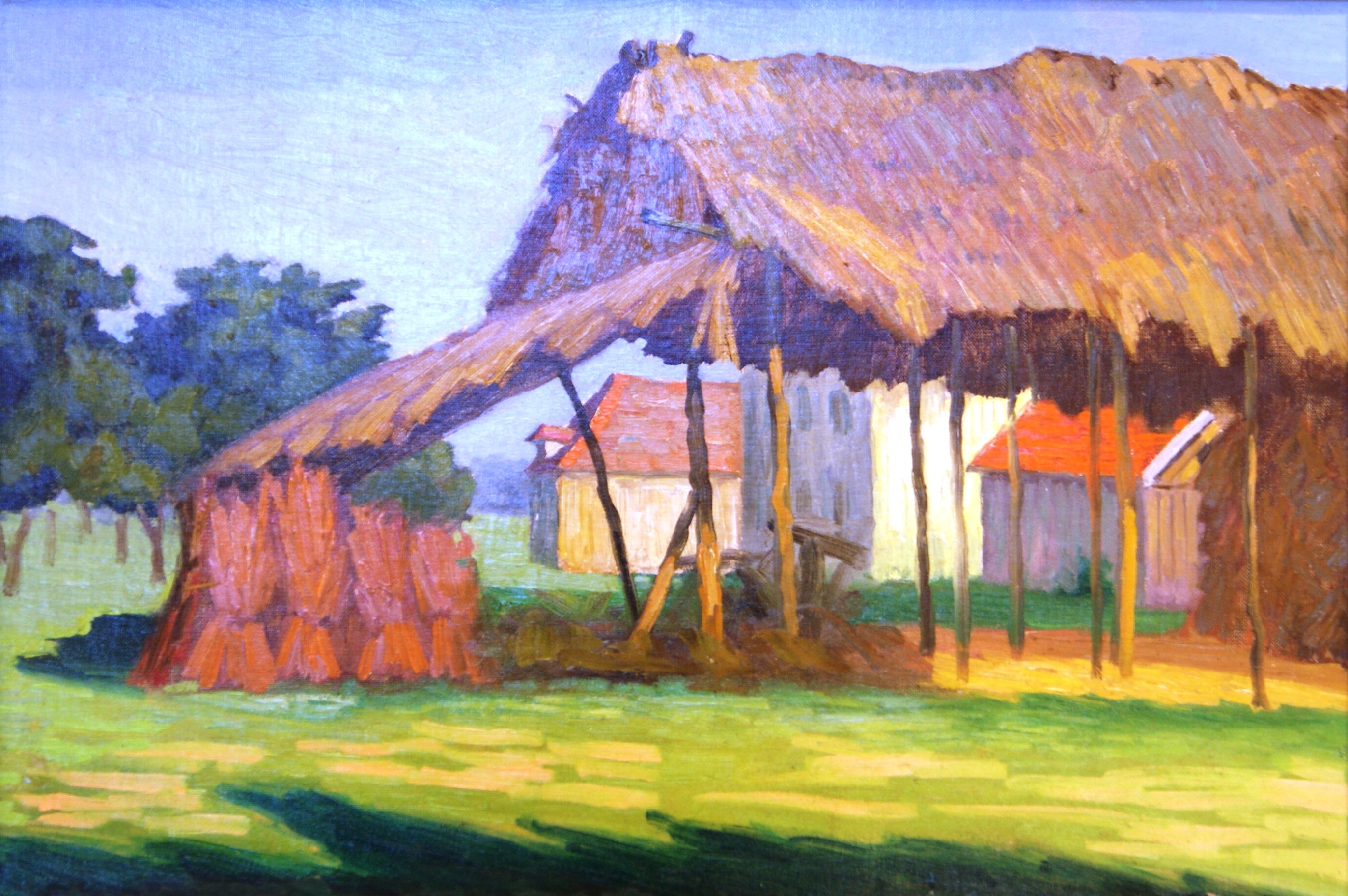
L'hangar con tetto in paglia
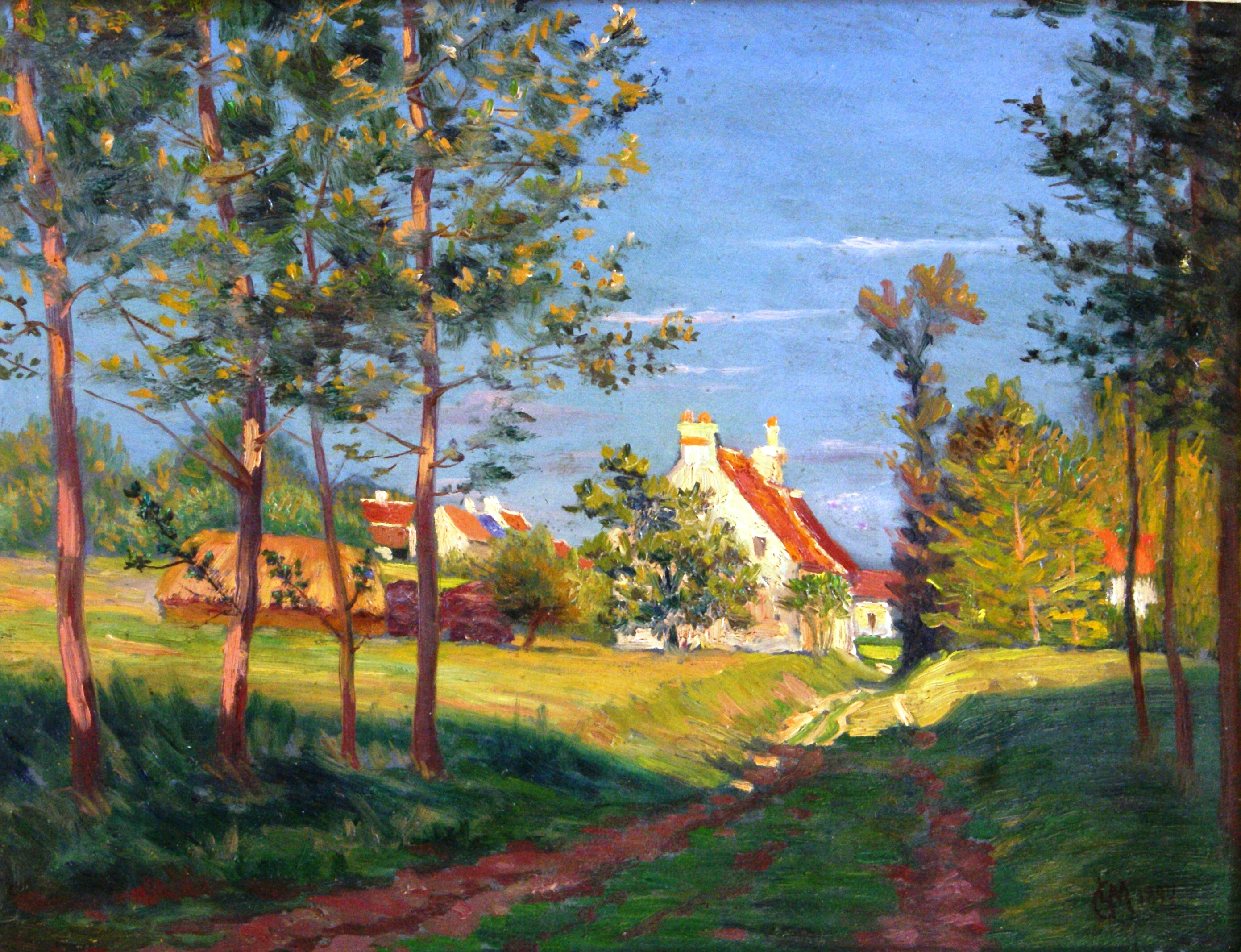
L'ingresso del borgo
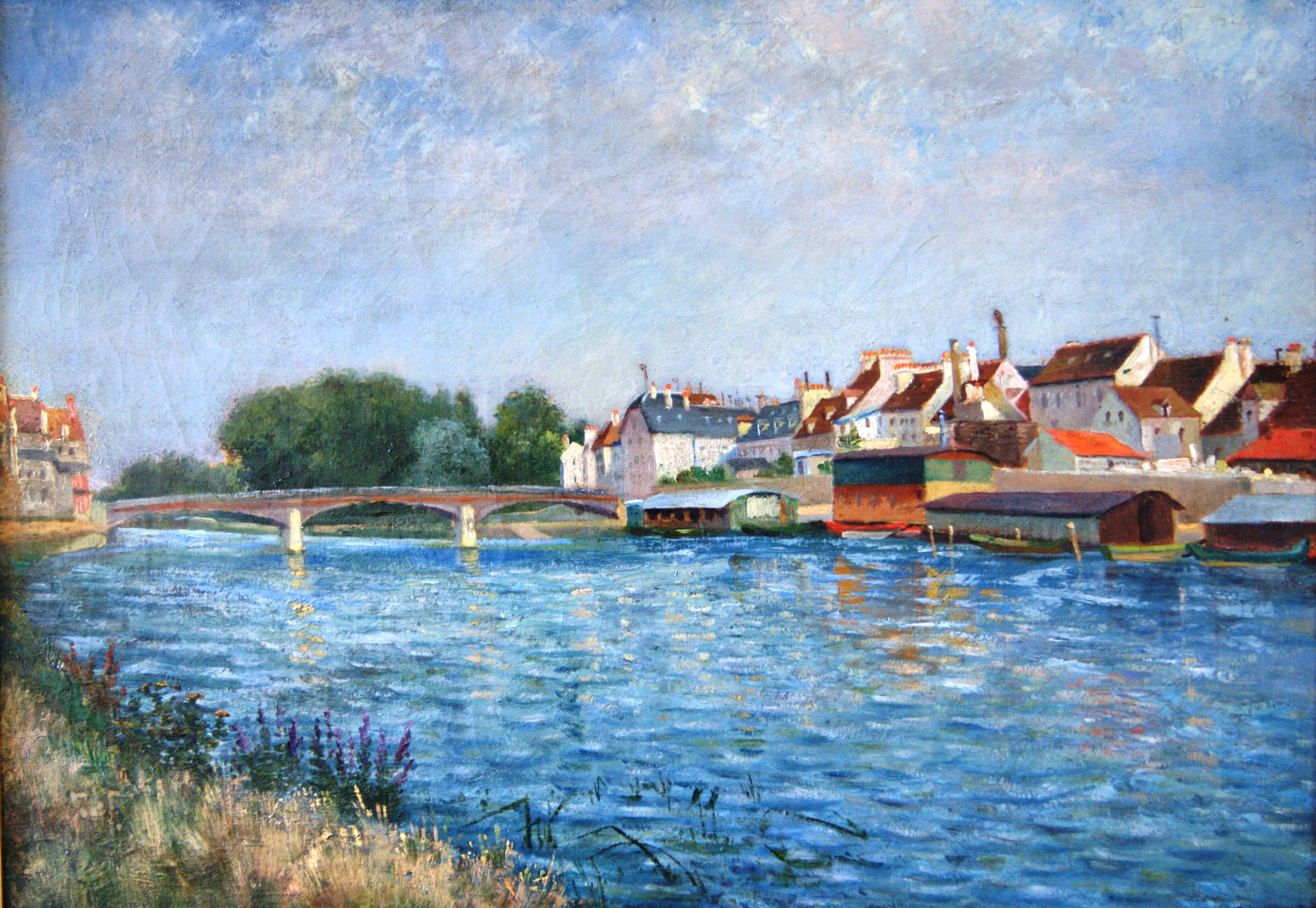
La Marna e i battelli lavatoi
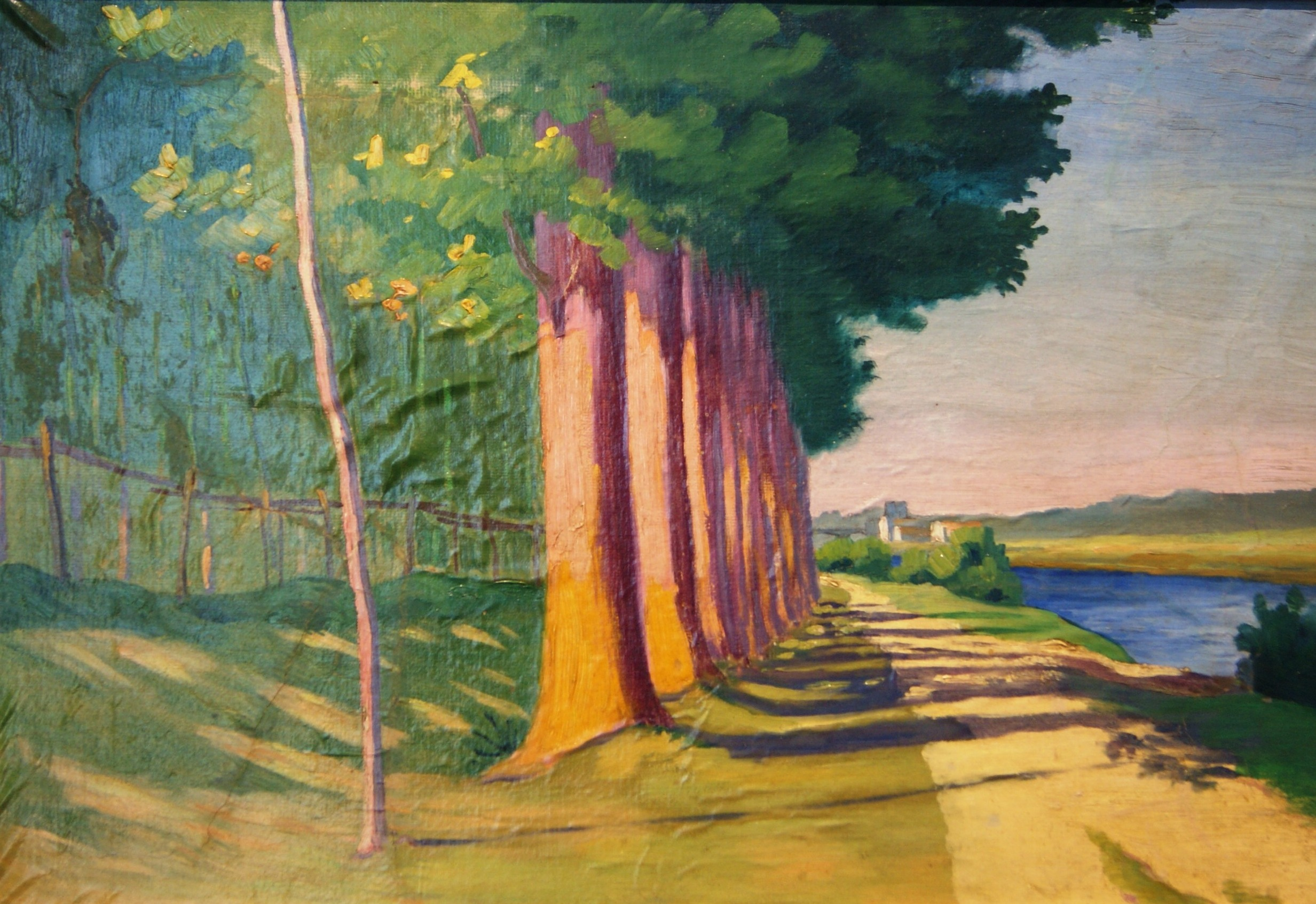
Alberi sulla riva della Gourdine a Lagny
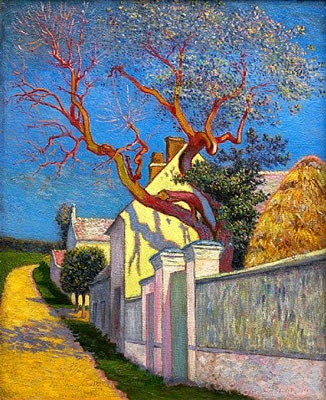
La strada
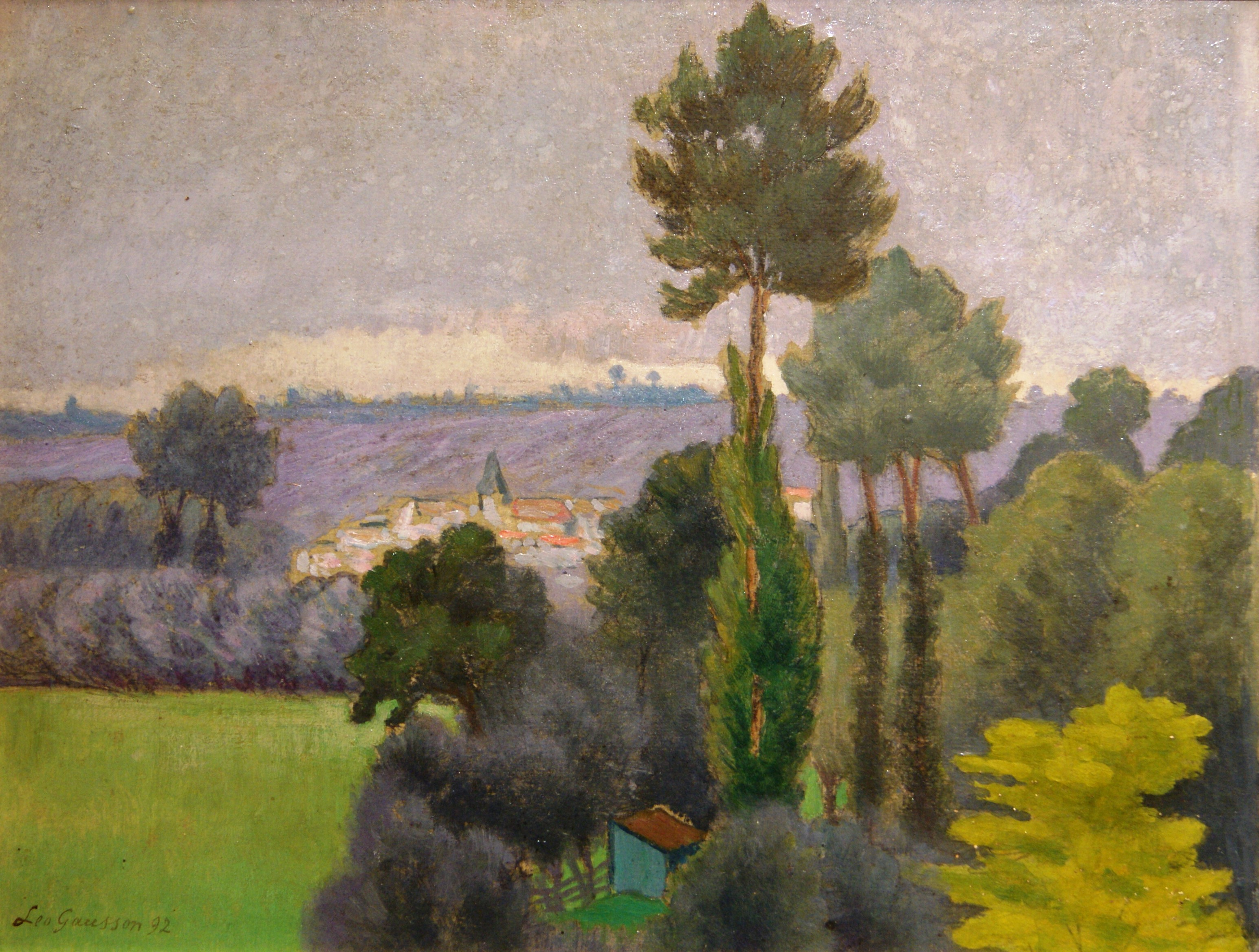
Il villaggo nel verde

## Collegamenti esterni

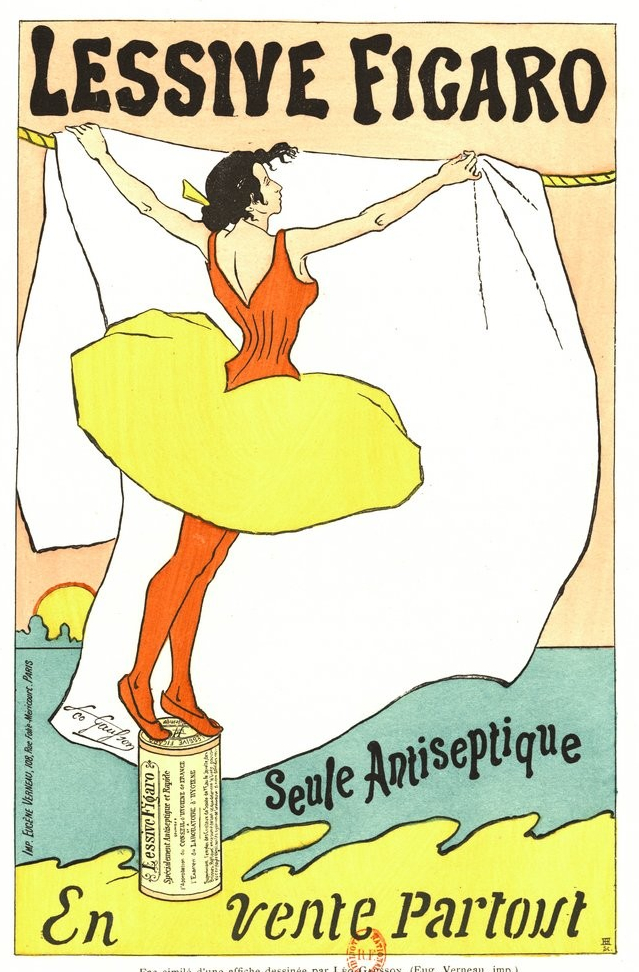
Manifesto pubblicitario